# Wojciech Skowroński
Wojciech Skowroński (Varsovia, 11 de julio de 1941- Poznań, 17 de enero de 2002) pianista, compositor y cantante polaco.
Comenzó su carrera a finales de los años 1950 y fue miembro de los grupos de música Czerwono-Czarni, Bardowie (polska grupa jazzu tradycyjnego), Hubertusy, Drumlersi, Nowi Polanie y Grupa ABC. 